# In the Blood (John Mayer)
In the Blood is een nummer van de Amerikaanse singer-songwriter John Mayer uit 2017. Het is de derde en laatste single van zijn zevende studioalbum The Search for Everything.
In "In the Blood" worden folkrock, countryrock en poprock met elkaar gecombineerd. Sheryl Crow is op het nummer als achtergrondzangeres te horen. Het nummer werd enkel in het Nederlandse taalgebied een bescheiden (radio)hitje. In Nederland haalde het de 2e positie in de Tipparade, en in Vlaanderen de 18e positie in de Tipparade.

## NPO Radio 2 Top 2000
| Nummer met noteringen in de NPO Radio 2 Top 2000 | '17 | '18 | '19 | '20 | '21 | '22 | '23 | '24  |
| ------------------------------------------------ | --- | --- | --- | --- | --- | --- | --- | ---- |
| In the Blood                                     | 796 | 592 | 607 | 630 | 665 | 823 | 945 | 1143 |

1. ↑  Een vetgedrukt getal geeft de hoogste notering aan.
2. ↑  2017 was het eerste jaar met een notering voor dit nummer.